# Nick Walker
Nick Walker (* 4. August 1973) ist ein englischer Snookerspieler aus Chester. Von 1991 bis 2005 spielte er 14 Jahre als Profi auf der Main Tour.

## Karriere

### Von den Anfängen bis zur besten Saison
Nick Walker gehörte Ende der 1990er schon zu den besten englischen Spielern und gehörte zu den Letzten 8 der englischen Amateurmeisterschaft 1991. Als im selben Jahr die Profiturniere für alle Spieler geöffnet wurden, ergriff er die Gelegenheit und startete seine Profikarriere. Gleich beim zweiten Turnier, dem Grand Prix, überstand er die Amateurqualifikation und gewann dann gegen den Profi Paul Medati mit 5:0. Jim Chambers schlug ihn in der Runde der Letzten 96 knapp mit 5:4. Auch bei der UK Championship erreichte er die Letzten 128, profitierte dabei aber von zwei Absagen. Der Rest der Saison 1991/92 war aber nicht so erfolgreich und so startete er sein zweites Jahr auf Platz 173 der Rangliste. Dort kam er bei der Benson & Hedges Championship in die Runde der Letzten 32 und beim zweiten Turnier der Strachan Challenge sogar bis ins Achtelfinale. Dabei besiegte er Spieler wie Peter Ebdon und Alain Robidoux. Für die Turniere gab es aber eine reduzierte Zahl von Punkten für die Ranglistenwertung, bei den vollwertigen Ranglistenturnieren, an denen auch alle Topspieler teilnahmen, war er weniger erfolgreich. 1993/94 erreichte er die Runde der Letzten 48 bei den European Open. Zweimal kam er unter die Letzten 96 und bei der Weltmeisterschaft erstmals unter die Letzten 128. In der Saison 1994/95 schaffte er es nach einem 10:9-Sieg über Karl Broughton bei der WM noch eine Runde weiter, bei den Thailand Open und den European Open kam er jeweils bis in die Runde der Letzten 64 und gewann dabei gegen Les Dodd und Alex Higgins. Damit stand er 1995 erstmals unter den Top 128 der Welt auf Platz 94.
In der Saison 1995/96 war der erste Höhepunkt das Achtelfinale bei der Benson & Hedges Championship, allerdings ohne Weltranglistenpunkte. Danach waren die Turniere aber nicht so erfolgreich, erst bei der abschließenden Weltmeisterschaft stieß er wieder weiter ins Turnier vor. Er besiegte Paul Hunter, Billy Snaddon und Tony Chappel und verpasste gegen Anthony Hamilton den Einzug ins Hauptturnier im Crucible Theatre. Im Jahr darauf waren es die Welsh Open, bei denen er sich gegen Hamilton revanchierte, und die English Open, die seine besten Turniere waren. Beide Male kam er unter die Letzten 32. Bei der Weltmeisterschaft schied er aber diesmal in Runde 2 aus. 1997 wurde das Profifeld aufgeteilt in Main Tour und UK Tour und als Nummer 67 der Rangliste musste er in die Qualifikation. Schon beim ersten Turnier der WPBSA Qualifying School kam er ins Finale und blieb mit einem 5:2-Sieg gegen Barry West unter den Topspielern. Danach erreichte er in der Hauptsaison die Runde der Letzten 48 bei den German Open und die Letzten 32 bei den Welsh Open.
1998/99 erreichte er bei der Benson & Hedges Championship erstmals das Halbfinale eines Profiturniers. Nach einer mittelmäßigen Saison mit vier Auftaktniederlagen steigerte er sich dann noch einmal am Ende: Bei den British Open erreichte er sein erstes Achtelfinale bei einem Ranglistenturnier, nachdem er unter anderem Anthony Davies besiegt hatte. Und bei der Weltmeisterschaft gewann er gegen Rory McLeod und Dennis Taylor und spielte dann gegen Rod Lawler. Mit 9:0 zog er davon, dann gewann Lawler 8 Frames in Folge, bevor Taylor zum 10:8 vollendete. Gegen Jamie Burnett gewann er danach mit 10:6 das Spiel um den Einzug ins Crucible. Dann gewann er auch noch das erste Spiel im WM-Hauptturnier gegen Alain Robidoux ebenfalls mit 10:6 und verlor erst im Achtelfinale gegen Mark Williams mit 7:13. Williams kam anschließend noch bis ins Finale. Mit Platz 54 erreichte Taylor am Saisonende seine beste Karriereplatzierung in der Weltrangliste.

### Stagnation und Karriereende
Die nächste Saison begann er, wie die Saison zuvor geendet hatte, zum dritten Mal in Folge erreichte er das Achtelfinale. Bei den British Open besiegte er Patrick Wallace und Jimmy White jeweils mit 5:0, danach Terry Murphy mit 5:3 und verlor dann gegen den Weltmeister Stephen Hendry mit 3:5. Dann riss die Serie aber total ab und bei den weiteren 8 Ranglistenturnieren inklusive Weltmeisterschaft gewann er nur noch ein einziges Spiel. Auch diese Serie setzte sich zu Beginn der 2000/01 fort. Erst die Benson & Hedges Championship, wenn auch kein Ranglistenturnier, brachte die Wende. Er erreichte dort das Achtelfinale, danach bei den China Open immerhin die dritte Runde und bei den Welsh Open stand er wieder im Hauptturnier unter den Letzten 32. Zuvor hatte er Darren Morgan mit 5:0 besiegt, dann verlor er selbst 0:5 gegen Paul Hunter. Trotzdem konnte er sich nicht unter den Top 64 halten, er verlor viele Punkte, weil in der Zweijahreswertung die Weltmeisterschaft 1999 herausfiel. Doch er hatte sein zwischenzeitliches Tief überwunden und erreichte jetzt wieder bessere Platzierungen. 2001/02 stand er bei den China Open unter den Letzten 32. Bei den European Open und dem Thailand Masters stand er unter den Letzten 48 jeweils eine Runde vor dem Einzug ins Hauptturnier. Zwei Top-64-Ergebnisse und ein weiteres Achtelfinale bei der Benson & Hedges Championship rundeten die Saison ab. 2002/03 verpasste er zwar alle Hauptturniere, aber viermal stand er unter den Letzten 48, unter anderem bei der UK Championship. Damit stand er 2003 zum zweiten Mal in seiner Karriere auf Platz 54 der Weltrangliste.
Mit 30 Jahren trat er die Saison 2003/04 an, konnte aber das Niveau der Vorjahre nicht halten. Beim Masters Qualifying Event, der ehemaligen Benson & Hedges Championship, erreichte er ein letztes Mal das Achtelfinale. Aber bei keinem Ranglistenturnier kam er über die Runde der Letzten 64 hinaus. 2004/05 gelang ihm selbst dies bei 8 Ranglistenturnieren nur noch dreimal. Wieder rutschte er aus den Top 64 der Weltrangliste heraus, doch diesmal war das gleichbedeutend mit dem Verlust des Profistatus. Und Walker versuchte auch nicht, wieder auf die Main Tour zu kommen. Snooker steckte zu der Zeit in der Krise und bis auf die allerbesten Spieler konnte kaum jemand von dem Sport leben. Deshalb beendete er seine Profikarriere und wandte sich einem regulären Berufsleben zu.

## Erfolge
Ranglistenturniere:
- Achtelfinale: Weltmeisterschaft (1999), British Open (April und September 1999)

Andere Profiturniere:
- Halbfinale: Benson & Hedges Championship (1998)
- Achtelfinale: Strachan Challenge (Minor-Ranking, 1992/93 – Event 2), Benson & Hedges Championship (1995, 2000, 2001, 2003)

Qualifikationsturniere:
- WPBSA Qualifying School (Gruppensieg, 1997 – Event 1)